# Eric II di Sassonia-Lauenburg
Eric II di Sassonia-Lauenburg (Ratzeburg, 1318/1320 – Ratzeburg, 1386) è stato Duca di Sassonia-Lauenburg.

## Biografia
Eric II era figlio del duca Eric I di Sassonia-Lauenburg e di Elisabetta di Pomerania (1291–dopo il 16 ottobre 1349), figlia di Boghislao IV di Pomerania. Eric II succedette a suo padre dopo la sua rinuncia al trono nel 1338, come duca di Sassonia-Ratzeburg-Lauenburg, possedimento collaterale del ducato di Sassonia-Lauenburg.
Eric II e suo cugino Alberto V di Sassonia-Bergedorf-Mölln furono fautori di una politica anti-mercantile nelle loro terre. Nel 1363 la città di Amburgo e Adolfo VII di Holstein-Kiel, supportarono il parente principe arcivescovo Alberto II di Brema a frenare il brigantaggio nelle proprie terre, conquistando il castello di Bergedorf.

## Matrimonio e figli
Nel 1342 o nel 1343 Eric sposò Agnese di Holstein-Plön (?–1386/7), figlia del conte Giovanni III di Holstein-Plön. La coppia ebbe i seguenti eredi:
- Agnese (1353–1387), sposò il duca Guglielmo II di Brunswick-Lüneburg nel 1363;
- Eric IV di Sassonia-Lauenburg (1354–1411);
- Jutta (1360–1368) sposò il duca Boghislao VI di Pomerania-Wolgast (1350–7 marzo 1393);
- Matilde (Mechtilde) (? – dopo il 1405), badessa di Wienhausen.